# Grundy County (Tennessee)
Grundy County ist ein County im Bundesstaat Tennessee der Vereinigten Staaten. Das U.S. Census Bureau hat bei der Volkszählung 2020 eine Einwohnerzahl von 13.529 ermittelt. Der Verwaltungssitz (County Seat) ist Altamont.

## Geographie
Das County liegt südöstlich des geographischen Zentrums von Tennessee, ist im Süden etwa 50 km von Alabama und Georgia entfernt und hat eine Fläche von 935 Quadratkilometern, wovon 2 Quadratkilometer Wasserfläche sind. Es grenzt im Uhrzeigersinn an folgende Countys: Warren County, Sequatchie County, Marion County, Franklin County und Coffee County.

### Städte
- Altamont
- Beersheba Springs
- Coalmont
- Gruetli-Laager
- Monteagle
- Palmer
- Tracy City

## Geschichte
Grundy County wurde am 29. Januar 1844 aus Teilen des Coffee County und des Warren County gebildet. Benannt wurde es nach Felix Grundy, einem Mitglied im Kongress der Vereinigten Staaten, US-Senator von Tennessee und 13. United States Attorney General.

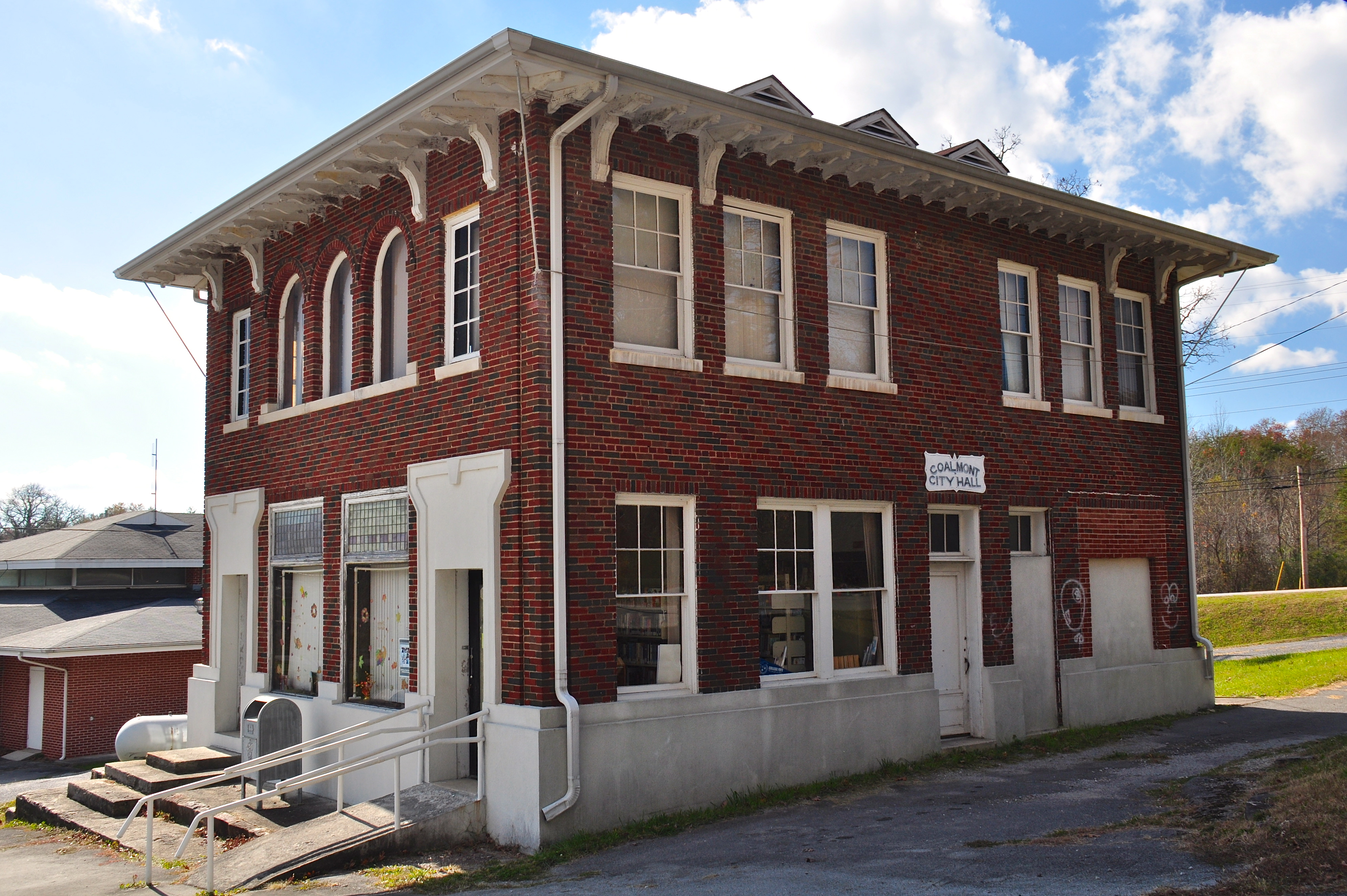
Das Coalmont Bank Building ist einer von 22 Einträgen des Countys im NRHP.

22 Bauwerke und Stätten des Countys sind im National Register of Historic Places (NRHP) eingetragen (Stand 16. August 2018).

## Demografische Daten

Alterspyramide Grundy County

Nach der Volkszählung im Jahr 2000 lebten im Grundy County 14.332 Menschen in 5.562 Haushalten und 4.054 Familien. Die Bevölkerungsdichte betrug 15 Einwohner pro Quadratkilometer. Ethnisch betrachtet setzte sich die Bevölkerung zusammen aus 98,33 Prozent Weißen, 0,14 Prozent Afroamerikanern, 0,30 Prozent amerikanischen Ureinwohnern, 0,17 Prozent Asiaten und 0,35 Prozent aus anderen ethnischen Gruppen; 0,71 Prozent stammten von zwei oder mehr Ethnien ab. 0,98 Prozent der Bevölkerung waren spanischer oder lateinamerikanischer Abstammung.
Von den 5.562 Haushalten hatten 33,4 Prozent Kinder und Jugendliche unter 18 Jahre, die bei ihnen lebten. 56,6 Prozent waren verheiratete, zusammenlebende Paare, 12,0 Prozent waren allein erziehende Mütter und 27,1 Prozent waren keine Familien. 24,0 Prozent waren Singlehaushalte und in 10,2 Prozent lebten Personen im Alter von 65 Jahren oder darüber. Die Durchschnittshaushaltsgröße betrug 2,54 und die durchschnittliche Haushaltsgröße betrug 3,01 Personen.
25,1 Prozent der Bevölkerung waren unter 18 Jahre alt, 9,0 Prozent zwischen 18 und 24, 27,8 Prozent zwischen 25 und 44, 24,1 Prozent zwischen 45 und 64 und 14,0 Prozent waren älter als 65. Das Durchschnittsalter betrug 37 Jahre. Auf 100 weibliche Personen kamen statistisch 96,7 männliche Personen und auf 100 Frauen im Alter von 18 Jahren und darüber kamen 94,3 Männer.
Das jährliche Durchschnittseinkommen eines Haushalts betrug 22.959 US-Dollar (USD), das Durchschnittseinkommen der Familien betrug 27.691 USD. Männer hatten ein Durchschnittseinkommen von 27.063 USD, Frauen 17.447 USD. Das Prokopfeinkommen betrug 12.039 USD. 22,6 Prozent der Familien und 25,8 Prozent der Einwohner lebten unterhalb der Armutsgrenze.